# Miranda Cosgrove
Miranda Taylor Cosgrove (Los Angeles, Kalifornia, 1993. május 14. –) amerikai filmes és televíziós színésznő, pop-rock műfajban tevékenykedő énekesnő.
Miranda ismertsége a Drake & Joshban alakított Megan Parker szerep és az iCarly címszereplőjeként alakult ki. Karrierje elején, háromévesen televíziós reklámokban szerepelt. Miranda 2003-ban mutatkozott be először filmekben Summer Hathaway szerepében a Rocksuli című filmben szerepelt. Miután több évig kisebb szerepet kapott televízióknál, beválogatták a Drake & Josh, később pedig az iCarly szereplői közé is. Miranda Cosgrove legelső zenei albumát 2010-ben mutatta be Sparks Fly címmel.

## Karrierje

### Korai munkássága
Miranda Cosgrove-ot háromévesen fedezte fel egy tehetségkutató ügynökség, miközben a Los Angeles-i "Taste of LA" étteremben táncolt és énekelt. Az ügynök azt tanácsolta a lány anyjának, hogy engedje lányát reklámokban szerepelni. Ez vezetett el a reklámkarrierhez, más szerepekhez és később más műsorokhoz.

### Színésznő
Cosgrove 2001-ben szerepelt először filmszerepben, ahol az ötéves Lana Langot alakította a Smallville televíziós sorozatban. Ezután számos kisebb szerepet kapott televízióknál és filmekben, többek között ő személyesítette meg Summer Hathawayt a 2003-as Rocksuli című filmben. Szerepelt 2004-ben Megan Parker szerepében a Nickelodeon TV Drake és Josh sorozatában, melyet még számos rész követett, illetve főszereplője volt 2007-2012 között az iCarly sorozatban Carly Shay-t alakítva.

### Énekesnő
Legelső albumát 2009-ben kezdte elkészíteni többek között The Matrix, Dr. Luke, Max Martin, Leah Haywood és Daniel James segítségével, az album címe Sparks Fly lett 2010-re, majd ugyanebben az évben megjelent első önálló albuma "Kissin' U" címmel, amit Ryan Seacrest rádiós műsorában mutattak be. 2011-ben tartotta első turnéját Dancing Crazy Summer Tour címmel , ahol az egész Egyesült Államokban és Kanadában is fellépett, azonban ugyanezen év augusztusában buszbalesetet szenvedett Illinois-ban és lemondta a hátralevő koncerteket. 2014-ben felfigyelt rá a Columbia Records és egy 2,5 millió dolláros lemezszerződést kötöttek vele, miután előző lemezkiadója menesztette Mirandát.
Az iCarly sorozat zenei albumát 2012-ben adta ki Dr. Luke közreműködésével iSoundtrack II címmel, ahol a sorozat főcímdala is szerepel, amelyben Drake Bell-el énekli el a főcímdalt.

## Filmográfia

### Film
| Év   | Magyar cím                                 | Eredeti cím                              | Szerep            | Magyar hang   |
| ---- | ------------------------------------------ | ---------------------------------------- | ----------------- | ------------- |
| 2003 | Rocksuli                                   | The School of Rock                       | Summer Hathaway   | Bánlaki Kelly |
| 2005 | Enyém, tiéd, miénk                         | Yours, Mine and Ours                     | Joni North        |               |
| 2006 | Bármicvó                                   | Keeping Up With The Steins               | Karen Sussman     |               |
| 2006 | A kék elefánt                              | Khan Kluay                               | Kon Suay (hangja) |               |
| 2009 | A legendás musztáng                        | The Wild Stallion                        | Hannah Mills      |               |
| 2010 | Gru                                        | Despicable Me                            | Margo (hangja)    | Csifó Dorina  |
| 2010 | Gru: Takarítás (rövidfilm)                 | Despicable Me: Home Makeover             | Margo (hangja)    |               |
| 2013 | Gru 2.                                     | Despicable Me 2.                         | Margo (hangja)    | Csifó Dorina  |
| 2013 | Despicable Me: Training Wheels (rövidfilm) |                                          | Margo (hangja)    |               |
| 2015 | Farkincia és a hercegnő fogacskája         | Rodencia Y El Diente De La Princesa      | Samantha (hangja) |               |
| 2015 | Betolakodók                                | The Intruders                            | Rose Halshford    | Csifó Dorina  |
| 2017 | Gru 3.                                     | Despicable Me 3                          | Margo (hangja)    | Csifó Dorina  |
| 2019 |                                            | Despicable Me: Minion Scouts (rövidfilm) | Margo (hangja)    |               |
| 2019 | 3022 – Életben maradtak                    | 3022                                     | Lisa Brown        |               |
| 2021 |                                            | North Hollywood                          | Rachel            |               |
| 2024 | Gru 4.                                     | Despicable Me 4                          | Margo (hangja)    | Csifó Dorina  |
| 2024 |                                            | Drugstore June                           | Kelly             |               |
| 2024 | A menyasszony anyja                        | Mother of the Bride                      | Emma              | Laudon Andrea |
| 2024 |                                            | Kinda Pregnant                           | Sissy             |               |

### Televízió
| Év        | Magyar cím                       | Eredeti cím                    | Szerep                  | Megjegyzések                                              |
| --------- | -------------------------------- | ------------------------------ | ----------------------- | --------------------------------------------------------- |
| 2004      | A Sorscsapás család              | Grounded for Life              | Jessica                 | 1 epizód                                                  |
| 2004      | Mizújs, Scooby-Doo?              | What's New, Scooby-Doo?        | Miranda Wright (hangja) | 1 epizód                                                  |
| 2004–2007 | Drake és Josh                    | Drake & Josh                   | Megan Parker            | főszereplő                                                |
| 2007      |                                  | Zoey 101                       | Paige Howard            | 1 epizód                                                  |
| 2007      | Nincs mese                       | Unfabolous                     | Cosmina                 | 1 epizód                                                  |
| 2007–2012 | iCarly                           | iCarly                         | Carly Shay              | főszereplő                                                |
| 2008      | iCarly Japánban                  | iCarly: iGo to Japan           | Carly Shay              | - tévéfilm - magyar hangja: - Czető Zsanett               |
| 2010      | A férjem védelmében              | The Good Wife                  | Sloan Burchfield        | 1 epizód                                                  |
| 2011      | iCarly: Buli V, mint Viktóriával | iCarly: iParty with Victorious | Carly Shay              | - tévéfilm - magyar hangja: - Czető Zsanett               |
| 2016      | Egymás nyakán                    | Crowded                        | Shea Moore              | - főszereplő (13 epizód) - magyar hangja: - Czető Zsanett |
| 2017      |                                  | Spaced Out                     | Casey                   | eladatlan próbaepizód                                     |
| 2018      |                                  | History of Them                | narrátor                | eladatlan próbaepizód                                     |
| 2019–     |                                  | Mission Unstoppable            | önmaga (házigazda)      |                                                           |
| 2020      | A Goldberg család                | The Goldbergs                  | Elana Reid              | 1 epizód                                                  |
| 2020      |                                  | Minions Holiday Special        | narrátor (hangja)       | különkiadás                                               |
| 2021–2023 | iCarly                           | iCarly                         | Carly Shay              | főszereplő és vezető producer                             |